# Gloria Rolando
Gloria Victoria Rolando Casamayor, conhecida como Gloria Rolando (Havana, 4 de abril de 1953), é uma cineasta e roteirista Cubana . Sua carreira como diretora se estende por mais de 35 anos no Instituto Nacional de Cinema de Cuba, ICAIC, além de  dirigir o grupo cinematográfico independente Imágenes del Caribe. Seus filmes, como Reshipment (2014), documentam a história dos povos da diáspora africana.

## Biografia
Nascida em Havana, Cuba, em 1953, Gloria Rolando frequentou o Conservatório Amadeo Roldan, onde se formou em teoria musical, piano, harmonia, história da música e notação musical, e em 1976 se formou em História da Arte pela Universidade de Havana. Se formou em cinema pelo ICAIC e cursou pós-graduação em Literatura Caribenha, na Universidade de Havana em 1987, apresentando como trabalho final "Emigração, um Tema Recorrente na Literatura Caribenha"  Em 1990, fundou o grupo Imágenes del Caribe, a partir do qual tem realizado diversos filmes.
A relação da diretora com o Instituto Cubano del Arte e Industria Cinematográficos é complexa. Rolando ingressou como assistente de direção no Instituto Cubano del Arte e Industria Cinematográficos (ICAIC), trabalhando com diretores como Rigoberto Lopez e Sérgio Giral. Na época, Gloria queria realizar um filme sobre a diretora afro-cubana Sara Gómez, diretora de De cierta manera (1977). Um dos principais objetivos de Gloria Rolando  é armar um arquivo alternativo das representações audiovisuais, assim como realizar uma exploração rigorosa dos gêneros discursivos da cultura  negra, particularmente na música e na dança, mas também na literatura e imprensa independente das sociedades negras.
Portanto, seus documentários têm como tema a história da diáspora africana no Caribe, utilizando o cinema como forma de preservar a cultura e os valores espirituais. O que a levou a fundar o coletivo Imágenes del Caribe, em 1990. Projeto a partir do qual Rolando dirige um grupo de cineastas independentes, com sede em Havana sem contar com financiamento público. Atualmente o grupo está produzindo um documentário sobre as Irmãs Oblatas da Providência, a primeira ordem religiosa negra católica nos Estados Unidos.
Seu primeiro documentário, Oggun: An Eternal Presence (1991) homenageou aqueles que preservaram a religião iorubá africana em Cuba. Ela recebeu, por Oggun, o Prêmio da ''Popularidad" no Festival de Video Mujer e Imagen no Equador, em 1994. Desde então nunca parou de produzir e realizou importantes obras como Cuba, My Footsteps in Baraguá (1996), uma história da comunidade das Índias Ocidentais no leste de Cuba. Eyes of the Rainbow (1997), um filme sobre Assata Shakur, ativista do Partido dos Panteras Negras que compreende sua passagem pela ilha socialista de Cuba, durante seu exílio.
Em 2004, realizou Nosotros y el jazz, um documentário sobre a importância das manifestações da cultura afro-americana em espaços de grande vitalidade social, criados por afro-descendentes cubanos seguidores do jazz, em 1950.
Depois de realizar tantos documentários de sentido espiritual e musical, em 2010 a diretora lançou uma trilogia sobre o ano de 1912, ano do massacre de 5.000 membros do Partido Independiente de Color, uma década após a fundação da República Cubana, em 1902, chamado 1912: Breaking the Silence (2010) ou 1912: Voces para un silencio. O tema do ano de 1912 já havia sido abordado pela diretora em 2001, com Raíces de mi corazón, em que uma jovem investigadora, comprometida com o estudo dos discursos das mulheres negras no início do século XX, se  esbarra  com  a  evidência  do  massacre  de 1912 e decide seguir a pista dos acontecimentos nos arquivos.
O documentário mais recente de Rolando, Dialog with My Grandmother (2017), é baseado em uma conversa que ela teve, em 1993, com sua avó Inocencia Leonarda Armas y Abre.
Entrevistada em 2014, quando seu filme Reshipment fazia uma turnê pelos EUA, Rolando disse: 
"Quando falamos sobre a diáspora africana, às vezes as pessoas não sabem muito sobre o que aconteceu na história do Caribe - e Cuba é uma ilha caribenha que compartilhou muitos destinos com outros países do Caribe. Mesmo que falemos espanhol e outros falem francês ou inglês, temos muitas coisas em comum. Então eu acho que a expectativa, o interesse e a reação que eu vejo [no público dos Estados Unidos] é porque as pessoas querem saber o que aconteceu com o resto dos negros do continente. (...) Através dos meus filmes, eles conseguem ter um pedaço desse conhecimento. Não consigo abarcar, em um documentário de uma hora, toda a complexidade da história dos países caribenhos e de nossa história como pessoas negras. Mas pelo menos o publico pode obter alguns elementos que lhes permitem continuar estudando ou fazendo mais pesquisas, especialmente a geração jovem." 

## Filmografia
- 1991: Oggun: An Eternal Present
- 1996: Meus passos em Baraguá
- 1997: Olhos do Arco-íris / Ojos del arco iris
- 2000: El Alacrán / O Escorpião
- 2001: Raices de Mi Corazon / Roots of My Heart
- 2003: Los Marqueses de Atarés
- 2004: Nosotros y el Jazz / The Jazz in Us
- 2007: Pasajes Del Corazón y La Memoria (Histórias de Cubanos y Caimaneros). Inglês: Cherished Island Memories
- 2010: 1912: Breaking the silence | Quebrando o Silêncio , Capítulo 1/1912, Voces para un Silencio, Capitulo 1
- 2011: 1912: Breaking the silence | Quebrando o Silêncio, Capítulo 2/1912, Voces para un Silencio, Capitulo 2
- 2012: 1912: Breaking the silence | Quebrando o Silêncio, Capitulo 3/1912, Voces para un Silencio, Capitulo 3
- 2014: Reembarque / Reenvio
- 2016: Dialogo con mi abuela / Dialog with My Grandmother

## Prêmios
- 1994: Premio de la Popularidad no Festival de Video Mujer e Imagen no Equador para Oggun: An Eternal Present
- 2000: Distinción "Gitana Tropical", da Dirección Provincial de Cultura de la Ciudad de la Habana.
- 2000: Diploma "Al Mérito Artístico", do Ministério de Cultura y el Ministro de Educación Superior, Cuba.
- 2009: Medalla Federico Fellini da UNESCO para Gloria Rolando como diretor
- 2010: Prêmio Sara Gómez para Pasajes del corazon y la memoria (2007), do Consejo Nacional de Casas de Cultura (Havana), no 30º Festival Internacional del Nuevo Cine Latinoamericano.
- 2012: Prêmio Walterio Carbonell da série 1912, Voces para un silencio
- 2013: Prêmio Caracol (categoria diretor) da UNEAC para 1912, Voces para un silencio
- 2016: Prêmio Caracol (categoria documentário) da UNEAC para Dialogo con mi abuela
- Dialogo con mi abuela nomeada para Melhor Curta Documentário, Pan African Film Festival, Los Angeles, 2017